# Gottleuba
Gottleuba er en flod der løber i den  tyske delstat Sachsen og i Tjekkiet. Den er en af Elbens bifloder  fra venstre, med en længde på 34 km. Den  har sit udspring i den østlige del af Erzgebirge i Tjekkiet, nord for Ústí nad Labem. Efter et par kilometer krydser den grænsen til Tyskland og resten af vejen løber den i Sachsen. Den  passerer Gottleubadæmningen og byen Bad Gottleuba-Berggießhübel, før den  munder ud i Elben i Pirna.